# Erica hippurus
Erica hippurus är en ljungväxtart som beskrevs av Robert Harold Compton. Erica hippurus ingår i släktet klockljungssläktet, och familjen ljungväxter. Inga underarter finns listade i Catalogue of Life.